# Sövdeborgs slott
Sövdeborgs slott är ett slott i Sövde socken i Sjöbo kommun som består av en huvudbyggnad och två flyglar. I sydöstra hörnet finns ett runt torn. Märkligaste rummet är stensalen i bottenvåningens sydöstra hörn, med ett unikt innertak i stuckatur och ek. Väster om slottet har en del av den delvis torrlagda sjön förvandlats till en engelsk park, med grävda kanaler. Från sjön norr om slottsholmen leds vattnet in i parkens kanaler och i de gamla slottskanalerna.

## Historia
Sövdeborg anses vara det av Saxo omtalade Sygostha eller Sygastha, där biskop Absalon Hvide 1180 blev anfallen av skåningarna. Ursprungligen låg gården på en holme i norra delen av Sövdesjön i närheten av Sövde kyrka. Det tillhörde Lundabiskoparna under hela medeltiden. Vid reformationen drogs Sövdeborg in till danska kronan och såldes 1587 till Frederik Lange. Han övergav medeltidsborgen och uppförde 1590-1597 ett nytt slott vid södra sidan av den lilla Sövdeborgssjön. Langes slott bestod av östra och södra längan samt tornet i sydöst och var omgivet av en vattengrav. 
År 1630 övertogs Sövdeborg av Danmarks rikaste man, riksrådet Tage Ottesen Thott. Sonen Otte Thott, som omnämns som ägare 1639, byggde till en flygel i norr samt gav huvudbyggnaden en praktfull inredning som till delar ännu är bevarad. När Skåne blev svenskt 1658 svor Ottes son, Holger Thott, den svenske kungen trohet, men tvingades ändå fly till Danmark. Efter krigsslutet såldes Sövdeborg till generalguvernören över Skåne, Rutger von Ascheberg, 1679. Sövdeborg delades vid Aschebergs död 1693 av dennes son (död 1722), systrar och systerbarn, bland annat överamiral Claes Sparre. 
Genom köp och arv samlades egendomen åter 1735 av generalen Johan August Meijerfeldt d.ä. och dennes son fältmarskalken Johan August Meijerfeldt d.y.. Den senare sålde 1788 Sövdeborg till greve Karl Gustav Piper. Piper köpte 1795 granngodset Snogeholm och lämnade båda egendomarna i arv till sin son, sedermera överkammarherren greve Erik Piper. Under hans son Erik Karl Piper genomgick denna 1500-talsborg genom professor Carl Georg Brunius en till det yttre genomgripande förändring 1840-1844, då den försågs med en dekoration i medeltida, närmast romansk stil. Vid hans död 1849 delades egendomarna mellan de tre barnen. Sövdeborg tillföll 1850 äldste sonen, greve Alfred Piper, som dog 1910. Genom giftermål övergick slottet till släkten Stjernswärd. Det ägs numera av Erik Stiernswärd.
Taket i Röda salongen från 1600-talet har ett trettiotal fält med sniderier av brändförgylld ek i broskbarock stil.